# Hämerten
Hämerten is een dorpje en voormalige gemeente in de Duitse deelstaat Saksen-Anhalt, en maakt deel uit van de gemeente Tangermünde in de Landkreis Stendal.
Het dorp ligt aan de Elbe, 5 km ten noorden van de stad Tangermünde en had eind 2023 235 inwoners. Ten oosten van het dorp ligt een spoorbrug over de Elbe in, en ook een stationnetje aan de spoorlijn Berlijn - Oebisfelde. Het dorp zou in de 12e of 13e eeuw door Nederlandse kolonisten uit Nederhemert zijn gesticht en naar die plaats zijn genoemd.
Drie kilometer ten noordwesten van Hämerten, midden tussen de akkers en weilanden, ligt een spoorweghalte Hämerten aan de spoorlijn Berlijn - Oebisfelde. Ten oosten hiervan ligt sinds 1996 een nieuwe, 810 meter lange spoorbrug over de Elbe, waarop aparte rails liggen voor de hogesnelheids-spoorlijn Berlijn - Lehrte . De oude brug, meer dan 45 jaar lang een beruchte flessenhals in de railinfrastructuur richting Berlijn, was na gevechten aan het eind van de Tweede Wereldoorlog verwoest en in 1947 door een noodbrug vervangen, die slechts enkelsporig was, en waarop de treinen niet sneller dan 30 km/h mochten rijden.
De evangelisch-lutherse dorpskerk van Hämerten dateert uit het eind van de 12e eeuw. Eén van de houten balken in de dakconstructie van de kerk is afkomstig van een eikenboom, die geveld werd in 1191. Dat is uit jaarringenonderzoek gebleken.

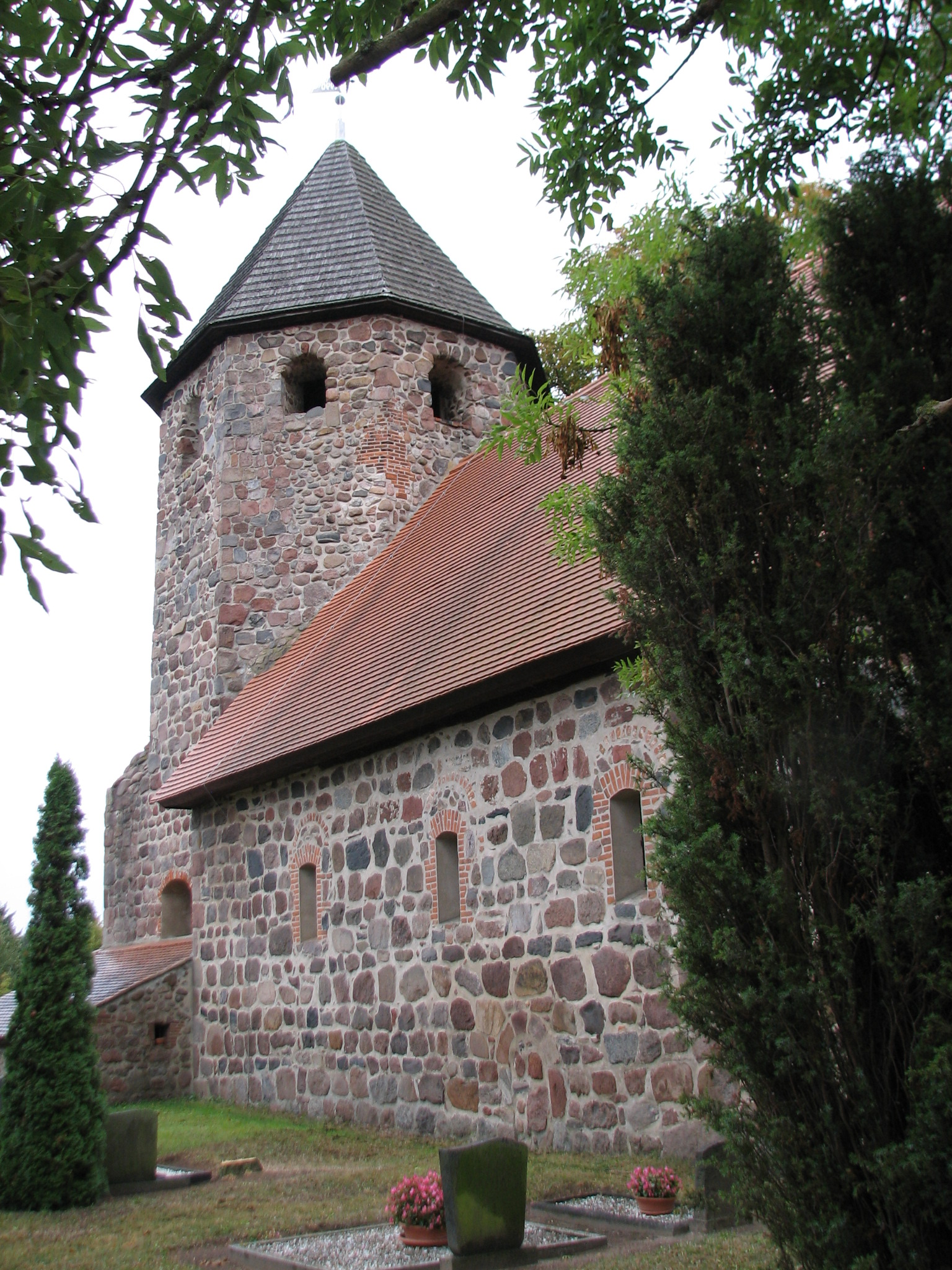
Dorpskerk van Hämerten
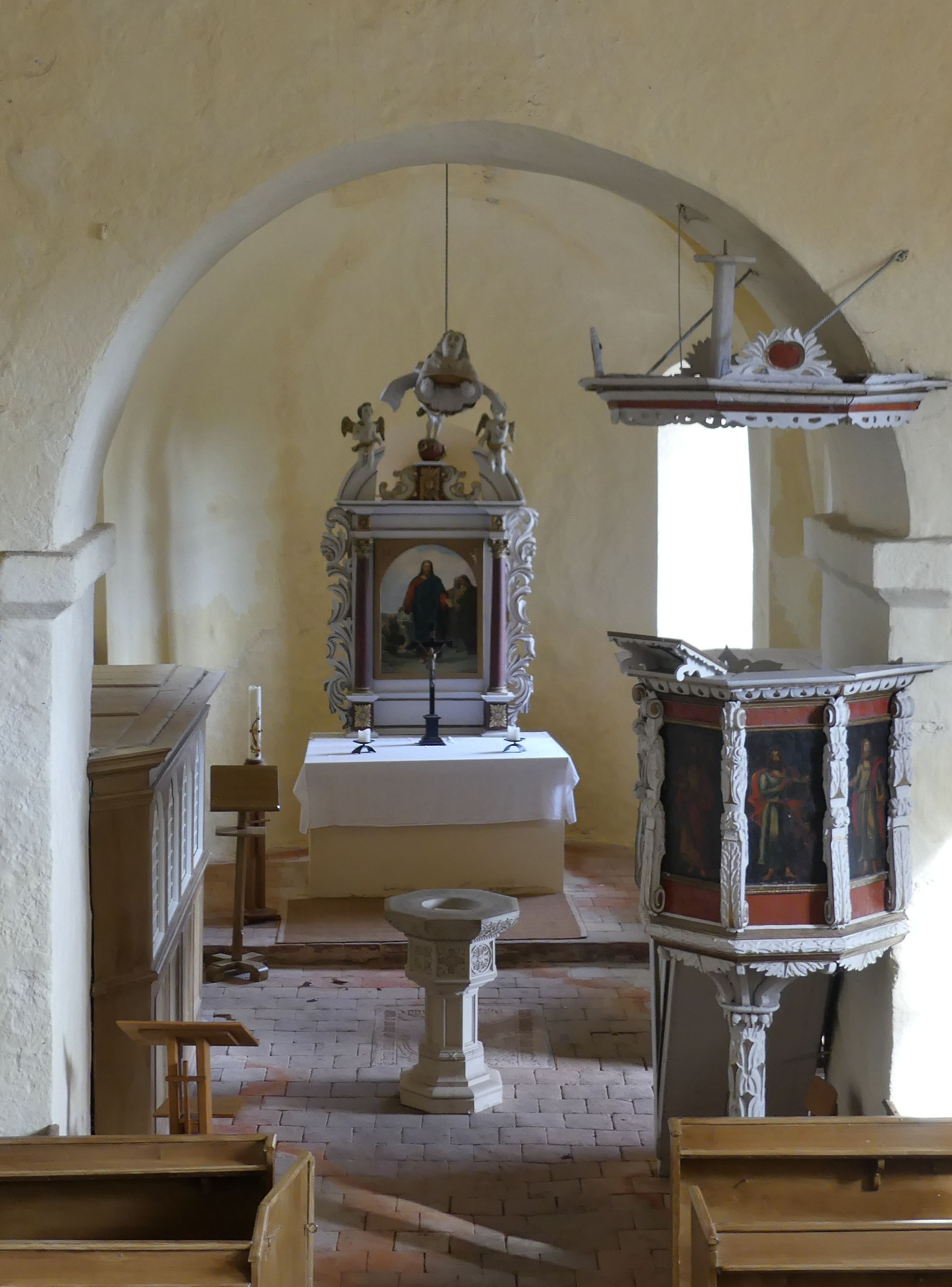
Het grotendeels 18e-eeuwse interieur van dit kerkgebouw
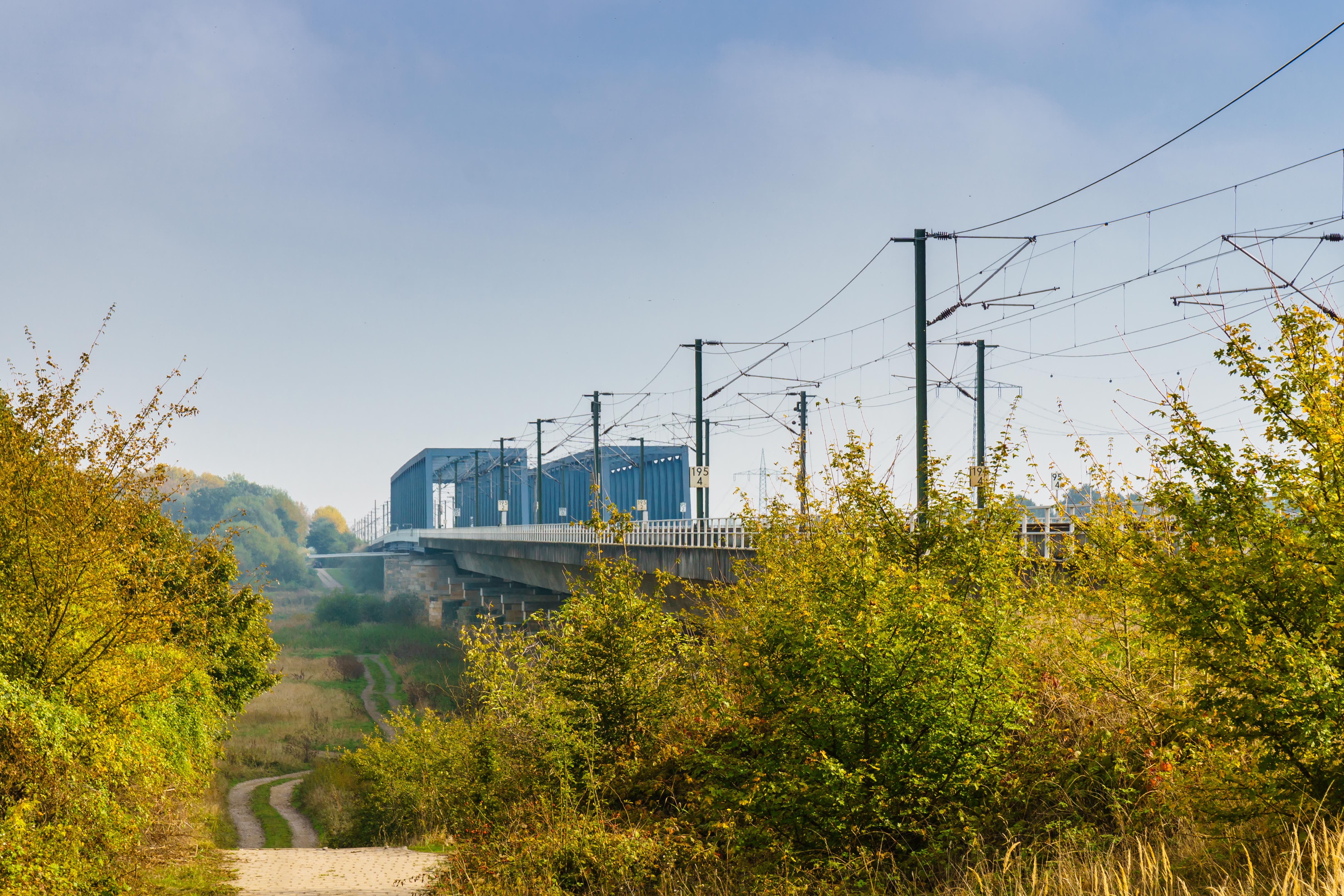
Spoorbrug over de Elbe bij Hämerten